# مقاطعة دون (داكوتا الشمالية)
دون (بالإنجليزية: Dunn)‏ هي إحدى مقاطعات ولاية داكوتا الشمالية في الولايات المتحدة الأمريكية.